# Friedrich-Ludwig-Jahn-Museum

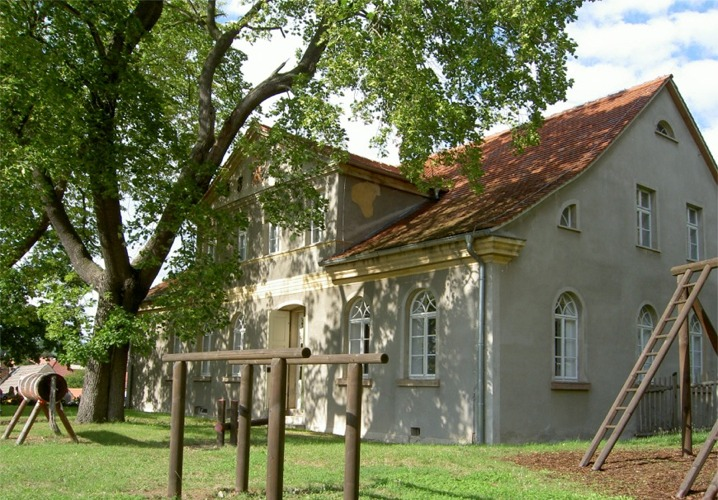
Friedrich-Ludwig-Jahn-Museum in Freyburg (Unstrut)

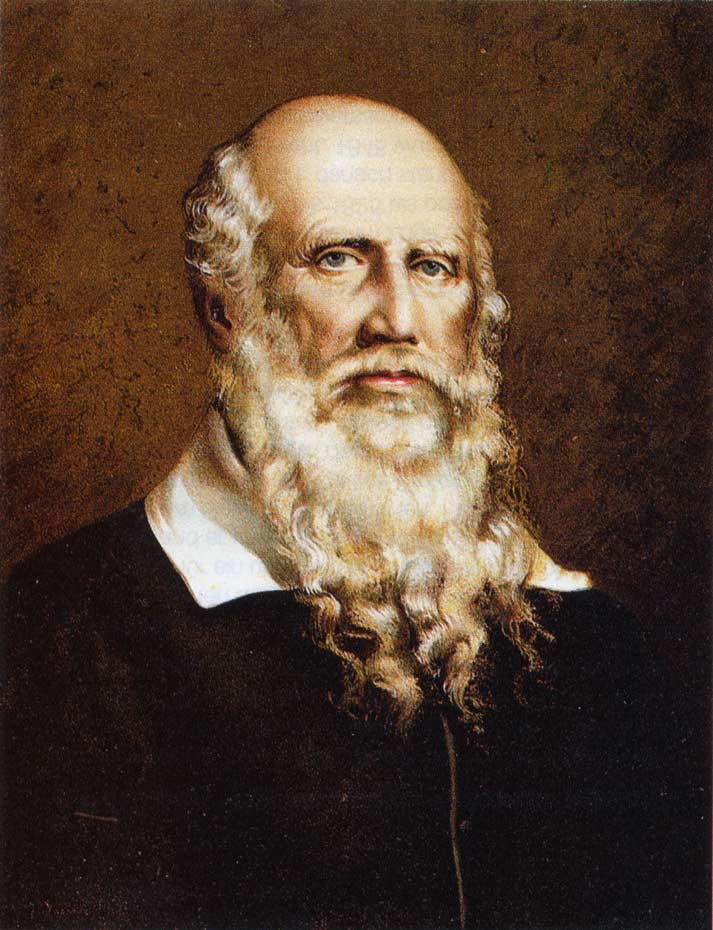
Friedrich Ludwig Jahn

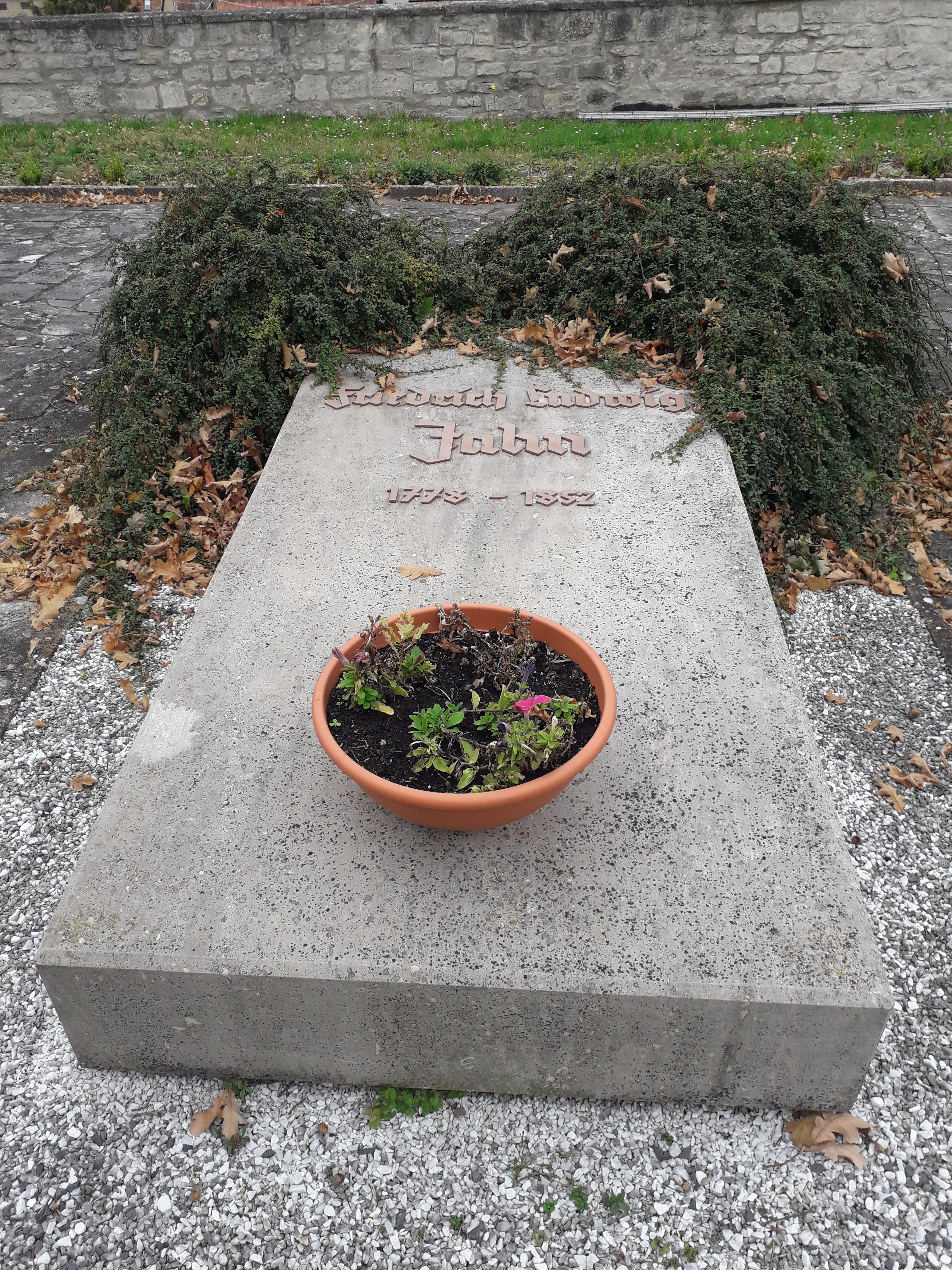
Grabstelle von Friedrich Ludwig Jahn auf dem Gelände des nach ihm benannten Museums

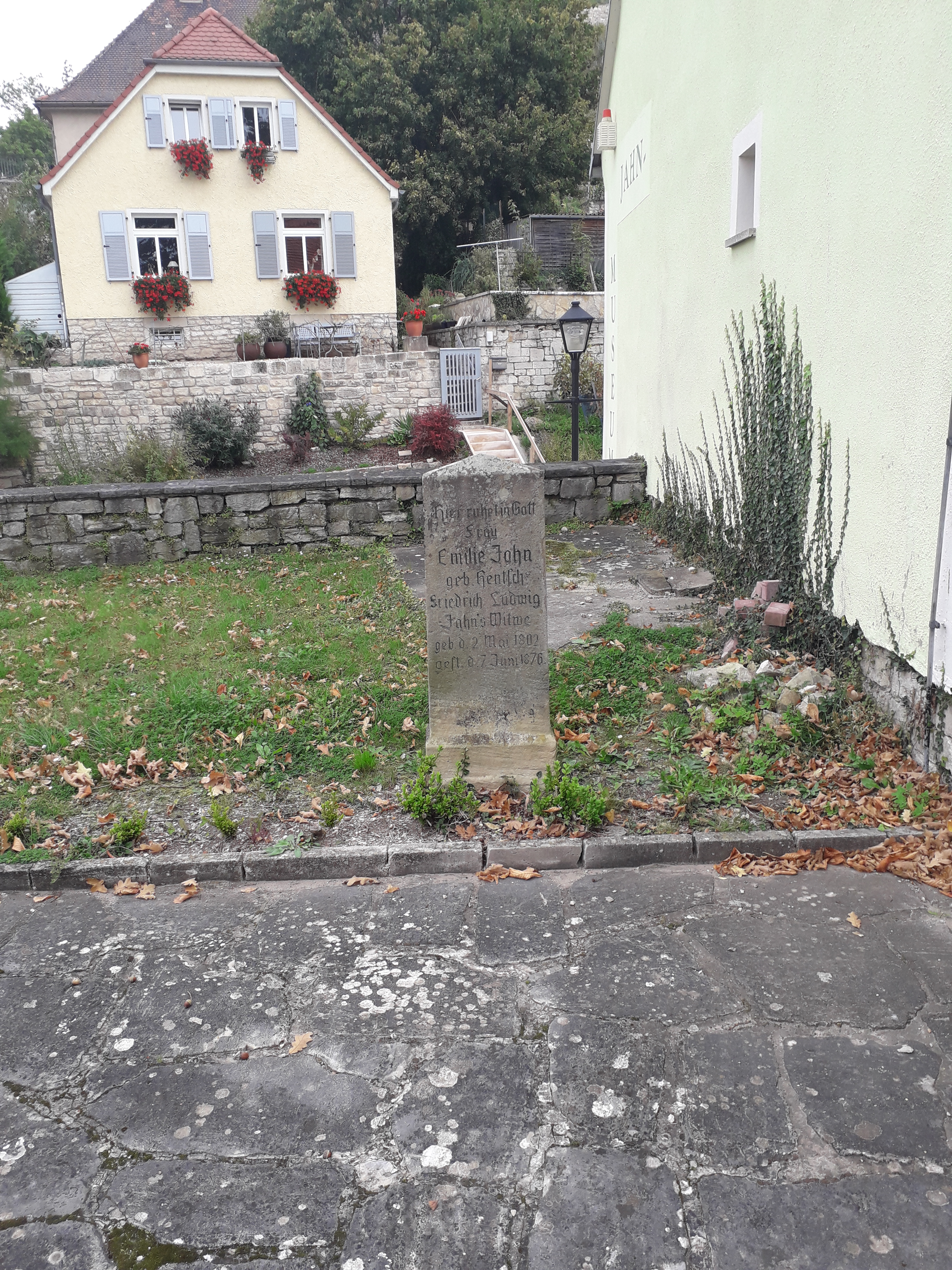
Grab von Emilie Jahn geb. Hentsch, Wittwe von Turnvater Jahn auf dem Gelände des Friedrich-Ludwig-Jahn-Museums

Das Friedrich-Ludwig-Jahn-Museum befindet sich in dem von Friedrich Ludwig Jahn in den Jahren 1838/39 in Freyburg (Unstrut) erbauten Wohnhaus an der Schloßstraße, am östlichen Stadtrand nahe dem Unstrutwehr. Die Umwandlung des Hauses in ein Museum erfolgte 1936, nachdem es seit 1924 als Jugendherberge und Turnerheim gedient hatte. In diesem Zusammenhang wurden auch die Gebeine Jahns von der Friedrich-Ludwig-Jahn-Erinnerungsturnhalle, ebenfalls in Freyburg, in die Gruft auf dem Anwesen umgebettet.

## Ständige Ausstellung
Im August 1999 konnte das Haus nach dem ursprünglichen Jahnschen Bauplan restauriert, saniert und mit der neuen, in den Räumen des Erdgeschosses präsentierten ständigen Ausstellung Friedrich Ludwig Jahn: Leben und Wirken wieder eröffnet werden. In dieser Ausstellung wird Jahn als Mensch seiner Zeit und der in ihr vorherrschenden gesellschaftlichen Verhältnisse gezeigt, auch mit seinen charakterlichen Eigenheiten und seinen zeitgebundenen Anschauungen und Äußerungen. Diese Betrachtung des „ganzen Jahn“ mit seinen Vorzügen, Leistungen und Zielen, aber auch mit seinen menschlichen Schwächen, Misserfolgen, Enttäuschungen und Konflikten, zieht sich durch die vier Ausstellungskomplexe:

### Lebenswerk
Der erste Komplex ist Jahns Lebenswerk gewidmet, der Entwicklung der modernen bürgerlichen Körpererziehung und ihrer Gestaltung als öffentliche Angelegenheit. Von besonderer historischer Bedeutung ist das Turnpferd, das die Berliner Turner „ihrem Turnvater“ zu Weihnachten 1812 schenkten. Besondere Bedeutung in der Darstellung des Turnens beansprucht Jahns Buch Die deutsche Turnkunst, das er 1816 gemeinsam mit Ernst Eiselen veröffentlichte.

### Jahn privat
Der zweite Komplex stellt Jahns privaten Lebensweg von seiner Kindheit bis zu seinem Tode dar. Es werden überwiegend Gegenstände aus dem persönlichen Besitz Jahns und seiner Familie gezeigt, u. a. ein Viererschachspiel, ein Notizbuch, sein Spazierstock sowie seine Tabakspfeife und -beutel. Die sechs Jahre Kerker- und Festungshaft werden durch unterschiedliche Dokumente bezeugt.

### Jahn als Publizist
Die hier ausgestellten handschriftlichen Texte sind nur ein kleiner Ausschnitt aus dem Fundus des Museums. Das Manuskript zum Dreißigjährigen Krieg wie auch der Brief seiner Frau verdeutlichen mit ihren Brandschäden die Verluste auch an Büchern, Briefen und anderen Manuskripten, die Jahn bei dem Brand seiner Wohnung 1838 erlitten hatte. Der im Arbeitszimmer Jahns stehende „Sorgensessel“ und der Schreibsekretär gehören zu den erhalten gebliebenen Möbeln aus seinem Besitz.

### Jahn als Politiker
Der vierte Komplex stellt Höhepunkte des politischen Wirkens Friedrich Ludwig Jahns dar. Hier findet man Unterlagen und Dokumente zum Nationalerziehungsplan, dem Buch Deutsches Volksthum und seiner Initiative zur Gründung des geheimen Deutschen Bundes. Auch auf die Einrichtung des öffentlichen Turnplatzes auf der Hasenheide und das im Herbst 1817 veranstaltete Wartburgfest wird in diesem Komplex eingegangen. Schließlich zeigen Belege die Verhaftung F. L. Jahns und die Turnsperre. Das letzte Thema in diesem Komplex ist Jahns Wirken als Abgeordneter in der Frankfurter Nationalversammlung 1848/49 gewidmet.

## Friedrich-Ludwig-Jahn-Gesellschaft e. V.
Der Förderverein zur Traditionspflege und Erhaltung der Friedrich-Ludwig-Jahn-Gedenkstätten (gegründet 1992) hat sich 2008 durch Satzungsänderung umbenannt und setzt nun seine Aktivitäten fort als Friedrich-Ludwig-Jahn-Gesellschaft mit Sitz in Freyburg (Unstrut). Die Aufgaben des Vereins sind jetzt weiter gefasst und formulieren einen höheren Anspruch: Die Gesellschaft widmet ihre Tätigkeit dem Ziel, das Leben und Wirken des Gründers der Turnbewegung in Deutschland und seines Umfeldes zu erforschen, seine Bedeutung in Geschichte und Gegenwart zu interpretieren, sein Erbe zu bewahren und zu verbreiten. Dazu unterhält die Gesellschaft Beziehungen zum Deutschen Turner-Bund und den Landesturnverbänden, zu Hochschulen, Schulen, Museen und Organisationen, die sich dem Anliegen verpflichtet fühlen. Jahn soll als einer der großen Deutschen in das Blickfeld einer größeren Öffentlichkeit gerückt werden.